# WHL 2010/11
Die WHL-Saison 2010/11 war die 45. Spielzeit der Western Hockey League. Die reguläre Saison begann am 24. September 2010 und endete am 20. März 2011. Die Play-offs starteten am 25. März 2011 und endeten mit dem dritten Ed-Chynoweth-Cup-Gewinn der Kootenay Ice am 13. Mai 2011, die sich im WHL-Finale gegen die Portland Winterhawks durchsetzten.

## Reguläre Saison

### Abschlussplatzierungen
Abkürzungen: GP = Spiele, W = Siege, L = Niederlagen, OTL = Niederlage nach Overtime bzw. Shootout, GF = Erzielte Tore, GA = Gegentore, Pts = Punkte

Erläuterungen:       = Play-off-Qualifikation,       = Division-Sieger,       = Conference-Sieger,       = Scotty-Munro-Memorial-Trophy-Gewinner

#### Eastern Conference
| East Division         | GP | W  | L  | OTL | GF  | GA  | Pts |
| --------------------- | -- | -- | -- | --- | --- | --- | --- |
| Saskatoon Blades      | 72 | 56 | 13 | 3   | 310 | 213 | 115 |
| Moose Jaw Warriors    | 72 | 40 | 26 | 6   | 245 | 240 | 86  |
| Brandon Wheat Kings   | 72 | 32 | 31 | 9   | 249 | 252 | 73  |
| Prince Albert Raiders | 72 | 31 | 36 | 5   | 274 | 283 | 67  |
| Regina Pats           | 72 | 23 | 39 | 10  | 216 | 312 | 56  |
| Swift Current Broncos | 72 | 26 | 44 | 2   | 181 | 260 | 54  |

| Central Division      | GP | W  | L  | OTL | GF  | GA  | Pts |
| --------------------- | -- | -- | -- | --- | --- | --- | --- |
| Red Deer Rebels       | 72 | 48 | 16 | 8   | 268 | 159 | 104 |
| Medicine Hat Tigers   | 72 | 46 | 18 | 8   | 265 | 196 | 100 |
| Kootenay Ice          | 72 | 46 | 21 | 5   | 272 | 218 | 97  |
| Edmonton Oil Kings    | 72 | 31 | 34 | 7   | 249 | 252 | 69  |
| Lethbridge Hurricanes | 72 | 23 | 36 | 13  | 205 | 295 | 55  |
| Calgary Hitmen        | 72 | 20 | 47 | 5   | 171 | 271 | 45  |

#### Western Conference
| B.C. Division         | GP | W  | L  | OTL | GF  | GA  | Pts |
| --------------------- | -- | -- | -- | --- | --- | --- | --- |
| Kelowna Rockets       | 72 | 43 | 28 | 1   | 240 | 201 | 87  |
| Vancouver Giants      | 72 | 35 | 32 | 5   | 236 | 251 | 75  |
| Chilliwack Bruins     | 72 | 33 | 31 | 8   | 227 | 255 | 74  |
| Prince George Cougars | 72 | 33 | 35 | 4   | 258 | 265 | 70  |
| Kamloops Blazers      | 72 | 29 | 37 | 6   | 219 | 285 | 64  |

| U.S. Division        | GP | W  | L  | OTL | GF  | GA  | Pts |
| -------------------- | -- | -- | -- | --- | --- | --- | --- |
| Portland Winterhawks | 72 | 50 | 19 | 3   | 303 | 227 | 103 |
| Spokane Chiefs       | 72 | 48 | 18 | 6   | 310 | 193 | 102 |
| Tri-City Americans   | 72 | 44 | 24 | 4   | 286 | 223 | 92  |
| Everett Silvertips   | 72 | 28 | 33 | 11  | 172 | 218 | 67  |
| Seattle Thunderbirds | 72 | 27 | 35 | 10  | 195 | 264 | 64  |

### Beste Scorer
Abkürzungen: GP = Spiele, G = Tore, A = Assists, Pts = Punkte, PIM = Strafminuten; Fett: Saisonbestwert
| Spieler             | Team                 | GP | G  | A  | Pts | PIM |
| ------------------- | -------------------- | -- | -- | -- | --- | --- |
| Linden Vey          | Medicine Hat Tigers  | 69 | 46 | 70 | 116 | 36  |
| Tyler Johnson       | Spokane Chiefs       | 71 | 53 | 62 | 115 | 48  |
| Mark Stone          | Brandon Wheat Kings  | 71 | 37 | 69 | 106 | 28  |
| Ryan Nugent-Hopkins | Red Deer Rebels      | 69 | 31 | 75 | 106 | 51  |
| Jordan Weal         | Regina Pats          | 72 | 43 | 53 | 96  | 70  |
| Brendan Shinnimin   | Tri-City Americans   | 60 | 34 | 62 | 96  | 84  |
| Ryan Johansen       | Portland Winterhawks | 63 | 40 | 52 | 92  | 64  |
| Brendan Gallagher   | Vancouver Giants     | 66 | 44 | 47 | 91  | 108 |
| Scott Glennie       | Brandon Wheat Kings  | 70 | 35 | 56 | 91  | 58  |
| Marek Viedenský     | Saskatoon Blades     | 63 | 36 | 52 | 88  | 52  |

### Beste Torhüter
Abkürzungen: GP = Spiele, TOI = Eiszeit (in Minuten), W = Siege, L = Niederlagen, OTL = Overtime/Shootout-Niederlagen, GA = Gegentore, SO = Shutouts, Sv% = gehaltene Schüsse (in %), GAA = Gegentorschnitt
| Spieler        | Team                 | GP | TOI  | W  | L  | OTL | GA  | SO | Sv%  | GAA  |
| -------------- | -------------------- | -- | ---- | -- | -- | --- | --- | -- | ---- | ---- |
| Darcy Kuemper  | Red Deer Rebels      | 62 | 3685 | 45 | 12 | 5   | 114 | 13 | 93,3 | 1,86 |
| Tyler Bunz     | Medicine Hat Tigers  | 56 | 3350 | 35 | 13 | 8   | 138 | 3  | 91,9 | 2,47 |
| Adam Brown     | Kelowna Rockets      | 60 | 3428 | 36 | 22 | 1   | 148 | 3  | 91,6 | 2,59 |
| Calvin Pickard | Seattle Thunderbirds | 68 | 4013 | 27 | 33 | 8   | 225 | 1  | 91,6 | 3,36 |
| Kent Simpson   | Everett Silvertips   | 53 | 3132 | 21 | 20 | 9   | 145 | 2  | 91,6 | 2,78 |

## Play-offs

### Play-off-Baum
|  | Conference-Viertelfinale | Conference-Viertelfinale | Conference-Viertelfinale |                     |                      | Conference-Halbfinale | Conference-Halbfinale | Conference-Halbfinale |  |  | Conference-Finale | Conference-Finale | Conference-Finale |  |  | WHL-Meisterschaft | WHL-Meisterschaft | WHL-Meisterschaft |
|  |                          |                          |                          |                     |                      |                       |                       |                       |  |  |                   |                   |                   |  |  |                   |                   |                   |
|  | 1                        | Saskatoon Blades         | 4                        |                     |                      |                       |                       |                       |  |  |                   |                   |                   |  |  |                   |                   |                   |
|  | 8                        | Prince Albert Raiders    | 2                        |                     |                      |                       |                       |                       |  |  |                   |                   |                   |  |  |                   |                   |                   |
|  | 8                        | Prince Albert Raiders    | 2                        | 1                   | Saskatoon Blades     | 0                     |                       |                       |  |  |                   |                   |                   |  |  |                   |                   |                   |
|  |                          |                          |                          | 1                   | Saskatoon Blades     | 0                     |                       |                       |  |  |                   |                   |                   |  |  |                   |                   |                   |
|  |                          |                          | 4                        | Kootenay Ice        | 4                    |                       |                       |                       |  |  |                   |                   |                   |  |  |                   |                   |                   |
|  | 4                        | Kootenay Ice             | 4                        | Kootenay Ice        | 4                    | 4                     |                       |                       |  |  |                   |                   |                   |  |  |                   |                   |                   |
|  | 4                        | Kootenay Ice             |                          |                     |                      | 4                     |                       |                       |  |  |                   |                   |                   |  |  |                   |                   |                   |
|  | 5                        | Moose Jaw Warriors       | 2                        |                     |                      |                       |                       |                       |  |  |                   |                   |                   |  |  |                   |                   |                   |
|  | 5                        | Moose Jaw Warriors       | 2                        | 3                   | Medicine Hat Tigers  | 0                     |                       |                       |  |  |                   |                   |                   |  |  |                   |                   |                   |
|  |                          |                          |                          | 3                   | Medicine Hat Tigers  | 0                     | Eastern Conference    |                       |  |  |                   |                   |                   |  |  |                   |                   |                   |
|  |                          | 4                        | Kootenay Ice             | 4                   |                      |                       |                       |                       |  |  |                   |                   |                   |  |  |                   |                   |                   |
|  | 2                        | 4                        | Kootenay Ice             | 4                   | Red Deer Rebels      | 4                     |                       |                       |  |  |                   |                   |                   |  |  |                   |                   |                   |
|  | 2                        |                          |                          |                     | Red Deer Rebels      | 4                     |                       |                       |  |  |                   |                   |                   |  |  |                   |                   |                   |
|  | 7                        | Edmonton Oil Kings       | 0                        |                     |                      |                       |                       |                       |  |  |                   |                   |                   |  |  |                   |                   |                   |
|  | 7                        | Edmonton Oil Kings       | 0                        | 2                   | Red Deer Rebels      | 1                     |                       |                       |  |  |                   |                   |                   |  |  |                   |                   |                   |
|  |                          |                          |                          | 2                   | Red Deer Rebels      | 1                     |                       |                       |  |  |                   |                   |                   |  |  |                   |                   |                   |
|  |                          |                          | 3                        | Medicine Hat Tigers | 4                    |                       |                       |                       |  |  |                   |                   |                   |  |  |                   |                   |                   |
|  | 3                        | Medicine Hat Tigers      | 3                        | Medicine Hat Tigers | 4                    | 4                     |                       |                       |  |  |                   |                   |                   |  |  |                   |                   |                   |
|  | 3                        | Medicine Hat Tigers      |                          |                     |                      |                       |                       |                       |  |  |                   |                   |                   |  |  |                   |                   |                   |
|  | 6                        | Brandon Wheat Kings      | 2                        |                     |                      |                       |                       |                       |  |  |                   |                   |                   |  |  |                   |                   |                   |
|  | 6                        | Brandon Wheat Kings      | 2                        | E4                  | Kootenay Ice         | 4                     |                       |                       |  |  |                   |                   |                   |  |  |                   |                   |                   |
|  |                          |                          |                          |                     |                      |                       |                       |                       |  |  |                   |                   |                   |  |  |                   |                   |                   |
|  |                          | W1                       | Portland Winterhawks     | 1                   |                      |                       |                       |                       |  |  |                   |                   |                   |  |  |                   |                   |                   |
|  | 1                        | W1                       | Portland Winterhawks     | 1                   | Portland Winterhawks | 4                     |                       |                       |  |  |                   |                   |                   |  |  |                   |                   |                   |
|  | 1                        |                          |                          |                     | Portland Winterhawks | 4                     |                       |                       |  |  |                   |                   |                   |  |  |                   |                   |                   |
|  | 8                        | Everett Silvertips       | 0                        |                     |                      |                       |                       |                       |  |  |                   |                   |                   |  |  |                   |                   |                   |
|  | 8                        | Everett Silvertips       | 0                        | 1                   | Portland Winterhawks | 4                     |                       |                       |  |  |                   |                   |                   |  |  |                   |                   |                   |
|  |                          |                          |                          | 1                   | Portland Winterhawks | 4                     |                       |                       |  |  |                   |                   |                   |  |  |                   |                   |                   |
|  |                          |                          | 2                        | Kelowna Rockets     | 2                    |                       |                       |                       |  |  |                   |                   |                   |  |  |                   |                   |                   |
|  | 2                        | Kelowna Rockets          | 2                        | Kelowna Rockets     | 2                    | 4                     |                       |                       |  |  |                   |                   |                   |  |  |                   |                   |                   |
|  | 2                        | Kelowna Rockets          |                          |                     |                      | 4                     |                       |                       |  |  |                   |                   |                   |  |  |                   |                   |                   |
|  | 7                        | Prince George Cougars    | 0                        |                     |                      |                       |                       |                       |  |  |                   |                   |                   |  |  |                   |                   |                   |
|  | 7                        | Prince George Cougars    | 0                        | 1                   | Portland Winterhawks | 4                     |                       |                       |  |  |                   |                   |                   |  |  |                   |                   |                   |
|  |                          |                          |                          | 1                   | Portland Winterhawks | 4                     | Western Conference    |                       |  |  |                   |                   |                   |  |  |                   |                   |                   |
|  |                          | 3                        | Spokane Chiefs           | 2                   |                      |                       |                       |                       |  |  |                   |                   |                   |  |  |                   |                   |                   |
|  | 3                        | 3                        | Spokane Chiefs           | 2                   | Spokane Chiefs       | 4                     |                       |                       |  |  |                   |                   |                   |  |  |                   |                   |                   |
|  | 3                        |                          |                          |                     |                      |                       |                       |                       |  |  |                   |                   |                   |  |  |                   |                   |                   |
|  | 6                        | Chilliwack Bruins        | 1                        |                     |                      |                       |                       |                       |  |  |                   |                   |                   |  |  |                   |                   |                   |
|  | 6                        | Chilliwack Bruins        | 1                        | 3                   | Spokane Chiefs       | 4                     |                       |                       |  |  |                   |                   |                   |  |  |                   |                   |                   |
|  |                          |                          |                          | 3                   | Spokane Chiefs       | 4                     |                       |                       |  |  |                   |                   |                   |  |  |                   |                   |                   |
|  |                          |                          | 4                        | Tri-City Americans  | 2                    |                       |                       |                       |  |  |                   |                   |                   |  |  |                   |                   |                   |
|  | 4                        | Tri-City Americans       | 4                        | Tri-City Americans  | 2                    | 4                     |                       |                       |  |  |                   |                   |                   |  |  |                   |                   |                   |
|  | 4                        | Tri-City Americans       |                          |                     |                      |                       |                       |                       |  |  |                   |                   |                   |  |  |                   |                   |                   |
|  | 5                        | Vancouver Giants         | 0                        |                     |                      |                       |                       |                       |  |  |                   |                   |                   |  |  |                   |                   |                   |

### Ed-Chynoweth-Cup-Sieger
| Ed-Chynoweth-Cup-Sieger Kootenay Ice | Torhüter: Nathan Lieuwen, Mackenzie Skapski, Brett Teskey Verteidiger: Jagger Dirk, Joey Leach, James Martin, Brayden McNabb, John Neibrandt, Luke Paulsen, Hayden Rintoul, Mike Simpson Angreifer: Joe Antilla, Erik Benoit, Steele Boomer, Drew Czerwonka, Cody Eakin, Matt Fraser, Brendan Hurley, Jesse Ismond, Kevin King, Brock Montgomery, Elgin Pearce, Max Reinhart, Sam Reinhart, Adam Rossignol Cheftrainer: Kris Knoblauch General Manager: Jeff Chynoweth |

### Beste Scorer
Abkürzungen: GP = Spiele, G = Tore, A = Assists, Pts = Punkte, PIM = Strafminuten; Fett: Saisonbestwert
| Spieler           | Team                 | GP | G  | A  | Pts | PIM |
| ----------------- | -------------------- | -- | -- | -- | --- | --- |
| Ryan Johansen     | Portland Winterhawks | 21 | 13 | 15 | 28  | 6   |
| Matt Fraser       | Kootenay Ice         | 19 | 17 | 10 | 27  | 18  |
| Max Reinhart      | Kootenay Ice         | 19 | 15 | 12 | 27  | 12  |
| Cody Eakin        | Kootenay Ice         | 19 | 11 | 16 | 27  | 14  |
| Sven Bärtschi     | Portland Winterhawks | 21 | 10 | 17 | 27  | 16  |
| Nino Niederreiter | Portland Winterhawks | 21 | 9  | 18 | 27  | 30  |
| Brayden McNabb    | Kootenay Ice         | 19 | 3  | 24 | 27  | 37  |
| Linden Vey        | Medicine Hat Tigers  | 15 | 12 | 13 | 25  | 8   |
| Ty Rattie         | Portland Winterhawks | 21 | 9  | 13 | 22  | 22  |
| Emerson Etem      | Medicine Hat Tigers  | 15 | 10 | 11 | 21  | 7   |
| Craig Cunningham  | Portland Winterhawks | 21 | 7  | 14 | 21  | 12  |

### Beste Torhüter
Abkürzungen: GP = Spiele, TOI = Eiszeit (in Minuten), W = Siege, L = Niederlagen, OTL = Overtime/Shootout-Niederlagen, GA = Gegentore, SO = Shutouts, Sv% = gehaltene Schüsse (in %), GAA = Gegentorschnitt
| Spieler          | Team                 | GP | TOI  | W  | L | GA | SO | Sv%  | GAA  |
| ---------------- | -------------------- | -- | ---- | -- | - | -- | -- | ---- | ---- |
| Steven Stanford  | Saskatoon Blades     | 10 | 619  | 4  | 5 | 26 | 1  | 93,0 | 2,52 |
| Thomas Heemskerk | Moose Jaw Warriors   | 6  | 357  | 2  | 4 | 15 | 2  | 93,0 | 2,52 |
| Lucas Gore       | Chilliwack Bruins    | 5  | 311  | 1  | 3 | 19 | 0  | 92,3 | 3,66 |
| Nathan Lieuwen   | Kootenay Ice         | 19 | 1178 | 16 | 2 | 44 | 3  | 92,3 | 2,24 |
| Mac Carruth      | Portland Winterhawks | 21 | 1251 | 13 | 5 | 62 | 1  | 91,9 | 2,97 |

## Auszeichnungen

### All-Star-Teams

#### Eastern Conference
| First All-Star-Team |                                               |
| Angriff:            | Linden Vey – Ryan Nugent-Hopkins – Mark Stone |
| Verteidigung:       | Stefan Elliott – Brayden McNabb               |
| Tor:                | Darcy Kuemper                                 |

| Second All-Star-Team |                                              |
| Angriff:             | Cody Eakin – Brayden Schenn – Quinton Howden |
| Verteidigung:        | Alex Petrovic – Duncan Siemens               |
| Tor:                 | Tyler Bunz                                   |

#### Western Conference
| First All-Star-Team |                                                   |
| Angriff:            | Brendan Gallagher – Tyler Johnson – Ryan Johansen |
| Verteidigung:       | Tyson Barrie – Jared Cowen                        |
| Tor:                | James Reid                                        |

| Second All-Star-Team |                                                  |
| Angriff:             | Brendan Shinnimin – Brandon Ranford – Ryan Howse |
| Verteidigung:        | Brenden Kichton – Ryan Murray                    |
| Tor:                 | Calvin Pickard                                   |

### Vergebene Trophäen
| Auszeichnung                      | Auszeichnung                 | Team                |
| --------------------------------- | ---------------------------- | ------------------- |
| Scotty Munro Memorial Trophy      | Scotty Munro Memorial Trophy | Saskatoon Blades    |
| Auszeichnung                      | Spieler                      | Team                |
| Four Broncos Memorial Trophy      | Darcy Kuemper                | Red Deer Rebels     |
| Bob Clarke Trophy                 | Linden Vey                   | Medicine Hat Tigers |
| Bill Hunter Memorial Trophy       | Stefan Elliott               | Saskatoon Blades    |
| Jim Piggott Memorial Trophy       | Mathew Dumba                 | Red Deer Rebels     |
| Del Wilson Trophy                 | Darcy Kuemper                | Red Deer Rebels     |
| WHL Plus-Minus Award              | Stefan Elliott               | Saskatoon Blades    |
| Brad Hornung Trophy               | Tyler Johnson                | Spokane Chiefs      |
| Daryl K. (Doc) Seaman Trophy      | Colin Smith                  | Kamloops Blazers    |
| Dunc McCallum Memorial Trophy     | Don Nachbaur                 | Spokane Chiefs      |
| Lloyd Saunders Memorial Trophy    | Lorne Molleken               | Saskatoon Blades    |
| Allan Paradice Memorial Trophy    |                              |                     |
| St. Clair Group Trophy            | Mike Moore                   | Calgary Hitmen      |
| Doug Wickenheiser Memorial Trophy | Spencer Edwards              | Moose Jaw Warriors  |
| WHL Playoff MVP                   | Nathan Lieuwen               | Kootenay Ice        |